# Pasang Tshering
Pasang Tshering (ur. 16 lipca 1983) – bhutański piłkarz, który ma także uprawnienia do sędziowania międzynarodowych meczów piłkarskich.

## Kariera klubowa
Tshering karierę klubową rozpoczął w 2003 roku w rodzimym klubie Transport United Thimphu, i grał w nim do 2008 roku. W tym czasie zdobył cztery tytuły mistrza kraju.
4 sierpnia 2007 roku podczas meczu Bhutańskiej A Division, jego drużyna podejmowała klub RIHS FC. Transport United Thimphu wygrał 20:0, a Tshering strzelił aż siedemnaście goli (dwie bramki strzelił Kinley Dorji, a jedną Ngawang Dhendup). Za swój niesamowity wyczyn, piłkarz dostał 25-calowy telewizor firmy Sony. Ponadto z wynikiem 28 goli został królem strzelców całej ligi.
Od sezonu 2008/2009 reprezentuje klub Druk Star Thimphu, z którym raz zdobył mistrzostwo Bhutanu (w sezonie 2008/2009).

## Kariera reprezentacyjna
Pasang Tshering rozegrał w reprezentacji 14 oficjalnych spotkań, w których strzelił dwa gole. Pierwszego gola w reprezentacji strzelił 23 kwietnia 2003 roku w wygranym meczu z reprezentacją Guamu (6–0). Drugiego gola strzelił 13 maja 2008 roku w przegranym meczu z Tadżykistanem (1–3).

## Inne
W 2012 roku, Tshering uzyskał uprawnienia do sędziowania międzynarodowych meczów piłkarskich.